# Петров, Николай Иванович (капитан-лейтенант)
Николай Иванович Петров (18 мая 1910, Тверская губерния — 4 марта 1942) — капитан-лейтенант военно-морского флота СССР, командир подводной лодки «Щ-307».

## Биография
Окончил военно-морское училище им. Фрунзе в 1933 году, курсы командного состава Учебного отряда подводного плавания им. Кирова в 1936 году. 
Работал преподавателем в военно-морской академии.

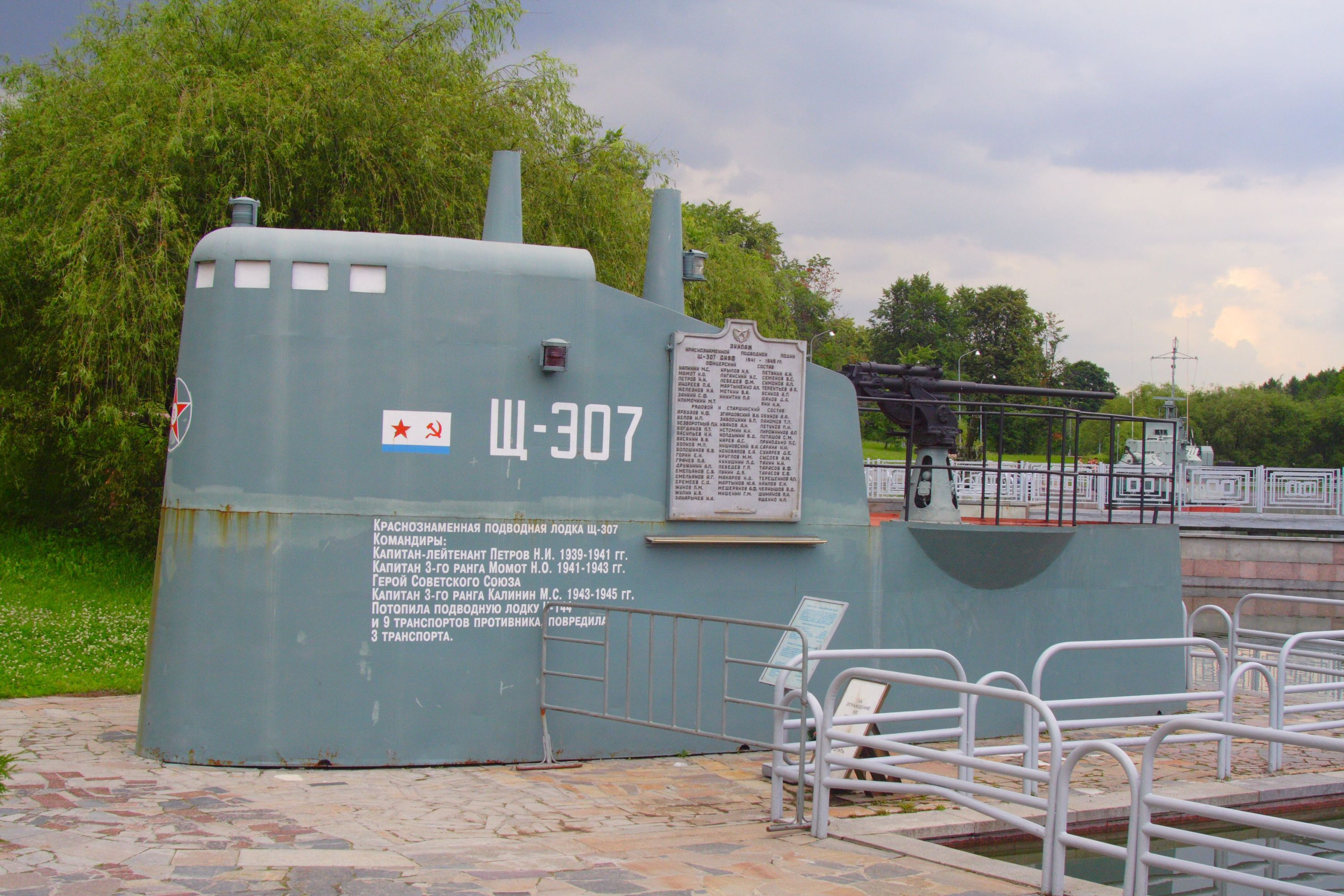
Копия рубки «Щ-307» на Поклонной Горе, Москва

Первый советский командир-подводник, в годы Великой Отечественной войны добившийся реального поражения цели. 10 августа 1941 года торпедой «Щ-307» потоплена немецкая подводная лодка «U-144».
В начале октября 1941 был арестован. Осужден Военным трибуналом Ленинградского военного округа по статье 193-17 УК РСФСР (злоупотребление властью, превышение власти, бездействие власти, а также халатное отношение к службе) на 10 лет лишения свободы.
Умер в тюрьме «Кресты».
В 1975 году посмертно реабилитирован.

## Награды
- Орден Красного Знамени (3.09.1941)[8]